# Borsec
Borsec là một thị xã thuộc hạt Harghita, România. Dân số thời điểm năm 2002 là 2864 người.